# Tyreotoksykoza ciążowa
Tyreotoksykoza ciążowa, tyreotoksykoza ciężarnych – stan podwyższenia stężenia hormonów tarczycy – tyroksyny (T4) i trójjodotyroniny (T3) – i obniżenia stężenia tyreotropiny (TSH), przypominający objawami nadczynność tarczycy, występujący u niektórych kobiet w czasie ciąży. W ciąży mogą wystąpić zwykłe choroby tarczycy powodujące jej nadczynność. Najczęściej jest to choroba Gravesa-Basedowa, rzadko ciążowa choroba trofoblastyczna, natomiast około 70% stanów wskazujących na nadczynność tarczycy wykrytych na początku ciąży nie ma podłoża chorobowego. Dla kobiet ciężarnych przyjmuje się, że górna norma poziomu hormonów tarczycy jest o połowę wyższa niż dla populacji ogólnej. Rozróżnienie między tyreotoksykozą będącą skutkiem choroby a tyreotoksykozą ciężarnych jest według endokrynologów uważane za istotne ze względu na postępowanie terapeutyczne.

## Epidemiologia
Specyficzna dla ciąży przejściowa tyreotoksykoza ciążowa, niezwiązana z autoimmunizacją, występuje stosunkowo rzadko. W populacji Japonek notowana jest w 0,3% przypadków, Europejek – w ok. 2–3%, podczas gdy u mieszkanek Hongkongu – nawet w 11%. Obniżenie poziomu TSH do wartości niższych niż referencyjne dla populacji ogólnej występuje u ok. 20% ciężarnych.

## Etiologia
W czasie ciąży zachodzą różne zmiany w pracy tarczycy i gospodarce jodem, jednak tyreotoksykoza ciężarnych wiązana jest przede wszystkim z wysokim poziomem ludzkiej gonadotropiny kosmówkowej (hCG), czyli hormonu wydzielanego w czasie ciąży. Zwykle nie wiąże się z nadczynnością tarczycy przed ciążą i po niej.
Ludzka gonadotropina kosmówkowa jest hormonem glikoproteinowym zbudowanym z podjednostki alfa (α-hCG) oraz beta (β-hCG). Podjednostka alfa hCG jest identyczna z podjednostką alfa tyreotropiny (TSH), natomiast podjednostki beta tych hormonów są odmienne, choć mają nieco podobieństw. Obecność mostków dwusiarczkowych tworzących cystynę w obu tych hormonach sprawia, że są one do pewnego stopnia agonistami, wiążąc się z tym samym receptorem. W czasie normalnie przebiegającej ciąży hCG lekko stymuluje komórki tarczycy, powodując wzrost poziomu hormonów tarczycowych, obserwowanych w wolnych formach – tyroksyny (FT4) i trójjodotyroniny (FT3), czego konsekwencją jest obniżenie poziomu TSH. Efekt ten jest najsilniejszy w drugiej połowie 1. trymestru ciąży.

## Objawy i przebieg
Objawy tyreotoksykozy ciężarnych to przede wszystkim bardzo niski (stosunkowo często nawet do wartości niewykrywalnych) poziom tyreotropiny (TSH) oraz podwyższony poziom hormonów tarczycowych – tyroksyny (T4) i trójjodotyroniny (T3). Brak jest objawów typowych dla choroby Gravesa-Basedowa, takich jak: obecność przeciwciał przeciwtarczycowych, orbitopatia, obrzęk przedgoleniowy czy wole, choć tarczyca może się nieznacznie powiększyć.
Objawy tyreotoksykozy ciężarnych, jak również nadczynności tarczycy spowodowanej np. chorobą Gravesa-Basedowa, do pewnego stopnia przypominać mogą zwykłe objawy ciąży. Przy braku objawów typowych chorób tarczycy mogą pozostać niezauważone. Niespecyficzne objawy tyreotoksykozy to tachykardia, nadmierna potliwość, wilgotna skóra, nerwowość, drżenie, szmer skurczowy.
Tyreotoksykoza ciężarnych niezwiązana z chorobami autoimmunologicznymi, tylko z poziomem hCG zwykle pojawia się pod koniec pierwszego trymestru ciąży i ustępuje w drugim, nie wpływając na przebieg ciąży. Ustępowanie zaczyna się od spadku stężenia FT4, podczas gdy powrót TSH do normalnych poziomów następuje później, ok. połowy ciąży. Obniżone poniżej norm dla populacji ogólnej stężenie TSH obserwuje się zwykle do ok. 18. tygodnia ciąży, w drugim trymestrze ciąży może to dotyczyć 4% ciężarnych, a w trzecim ok. 1,5%. W ciążach mnogich poziom hCG jest wyższy i jego szczytowe stężenie trwa dłużej, co przekłada się na dłuższą tyreotoksykozę.
Tyreotoksykoza ciążowa często współwystępuje z niepowściągliwymi wymiotami ciężarnych – według niektórych badań występuje u 60% kobiet z tym schorzeniem. Mimo że przypuszcza się, iż oba schorzenia są związane z poziomem hCG, dokładny mechanizm ich związku nie jest znany.

## Postępowanie
Ponieważ tyreotoksykoza ciężarnych zwykle ustępuje samoistnie, nie wymaga leczenia. W razie konieczności osłabienia objawów stosowane są niewielkie dawki tyreostatyków lub beta-blokerów. W przypadku współwystępowania z nudnościami i wymiotami również te objawy mogą być leczone.
Natomiast jeżeli nietypowe poziomy hormonów tarczycowych i TSH są wynikiem choroby takiej jak choroba Gravesa-Basedowa czy ciążowa choroba trofoblastyczna, zaleca się leczenie. Z tego względu za kluczowe uznaje się diagnozę mającą na celu wykluczenie tych chorób.